# Кармоліно-Гідроїцький
Кармоліно-Гідроїцький (рос. Кармолино-Гидроицкий; адиг. Кармалинэ-Гидроицк) — хутір Кошехабльського району Адигеї Росії. Входить до складу Вольненського сільського поселення.
Населення —  218 осіб (2015 рік).

## Вулиці
- Східний провулок,
- Свободи світу,
- Степова.